# Смердомка
Смердомка (Смердомля) — река в Новгородской, Ленинградской и Вологодской областях России, правый приток Чагоды (бассейн Волги).
Берёт исток на севере Новгородской области, течёт на юго-восток вдоль границы с Ленинградской областью (на берегах расположены населённые пункты: Шипилово, Мячино, Жилой Бор, Лачино). Рядом с Жилым Бором в Смердомку впадает её крупнейший приток Недожатка.
Пересекает границу Ленинградской области в месте впадения правого притока Демьянки, через 4 км пересекает границу Вологодской области.
По территории Первомайского сельского поселения Чагодощенского района Вологодской области течёт на северо-восток вдоль деревень Новая, Игнашино, Заручевье, Смердомля, Новинка, Ушаково и впадает в Чагоду в 147 км от её устья в посёлке Смердомский.
Длина реки составляет 74 км, площадь водосборного бассейна — 689 км².

## Данные водного реестра
По данным государственного водного реестра России относится к Верхневолжскому бассейновому округу, водохозяйственный участок реки — Молога от истока и до устья, речной подбассейн реки — Реки бассейна Рыбинского водохранилища. Речной бассейн реки — (Верхняя) Волга до Куйбышевского водохранилища (без бассейна Оки).
Код объекта в государственном водном реестре — 08010200112110000006856.